# Marine Drugs
Marine Drugs is een internationaal, aan collegiale toetsing onderworpen open access wetenschappelijk tijdschrift op het gebied van de
farmacie. Het is gespecialiseerd in farmaca die uit de zee, zeeplanten en zeedieren gewonnen kunnen worden.
De naam wordt in literatuurverwijzingen meestal afgekort tot Mar. Drugs.
Het eerste nummer verscheen in 2003.